# Kraubath an der Mur
Kraubath an der Mur är en ort och kommun i Österrike. Den ligger i distriktet Leoben i förbundslandet Steiermark.
Kommunen består av tre orter (Ortschaften) (inom parentes invånarantal 1 januari 2024):
- Kraubath an der Mur (1 108)
- Kraubathgraben (45)
- Leising (215)